# Rodolite
La rodolite è una gemma che appartiene al grande gruppo del granato. Ha colore rosso scuro intenso con sfumature tendenti al rosa, al viola e al porpora, ed è da taluni definita la "regina dei granati" per la sua particolare bellezza e rarità. Le varietà che presentano una più accentuata tinta viola o porpora prendono anche il nome di rodolite lampone e rodolite grape.

## Origine del nome

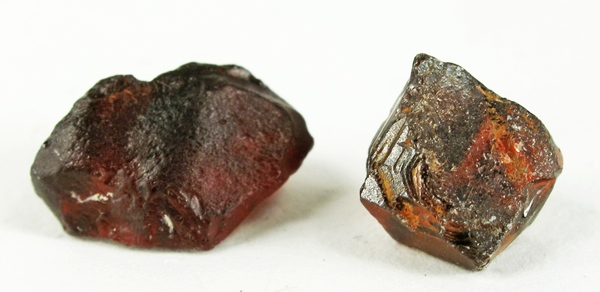
Rodoliti dal Kenya

Conosciuta ed estratta da più di duemila anni nelle miniere dello Sri Lanka, la rodolite era nota come pietra preziosa ornamentale anche agli Egizi, ai Greci e ai Romani. Con il suo nome attuale fu scoperta però soltanto nel 1882, nella Contea di Macon, in Carolina del Nord (USA), dal celebre gemmologo e collezionista George Frederick Kunz, che gli attribuì tale nome perché il colore della pietra gli ricordava in particolare quello del rododendro di montagna (Rhododendron catawbiense). L'etimologia del nome, tuttavia, si rifà semplicemente ai due termini greci che indicano la pietra (λίθος, lithos) e la rosa (ῥόδον, rhodon).

## Proprietà chimico-fisiche

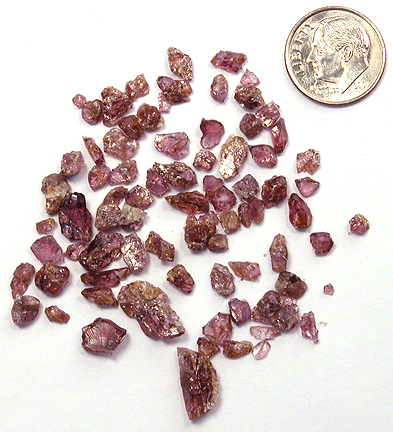
Ciottoli di rodolite

La rodolite, che è un composto di piropo (55%) e almandino (37%), con tracce di altri elementi secondari, è un silicato di alluminio (fa parte, infatti, dei cosiddetti 'granati alluminosi'), magnesio e ferro, la cui formula chimica è 
{\textstyle {\ce {(Mg,Fe)3 Al2(SiO4)3}}}
Le proprietà chimico-fisiche principali sono:
- Durezza (scala di Mohs): 6,5-7,5.
- Struttura cristallina (cubica), rombododecaedra, tetraedrica.
- Peso specifico: 3,93-4,30.
- Indice di rifrazione: 1770-1820.
- Birifrangenza e fluorescenza: per lo più assenti.
- Riconoscimento ottico: isometrico.

La differenza di sfumatura tra i vari esemplari dipende dalla percentuale variabile di ferro e magnesio presente al suo interno.

## Criteri di valutazione

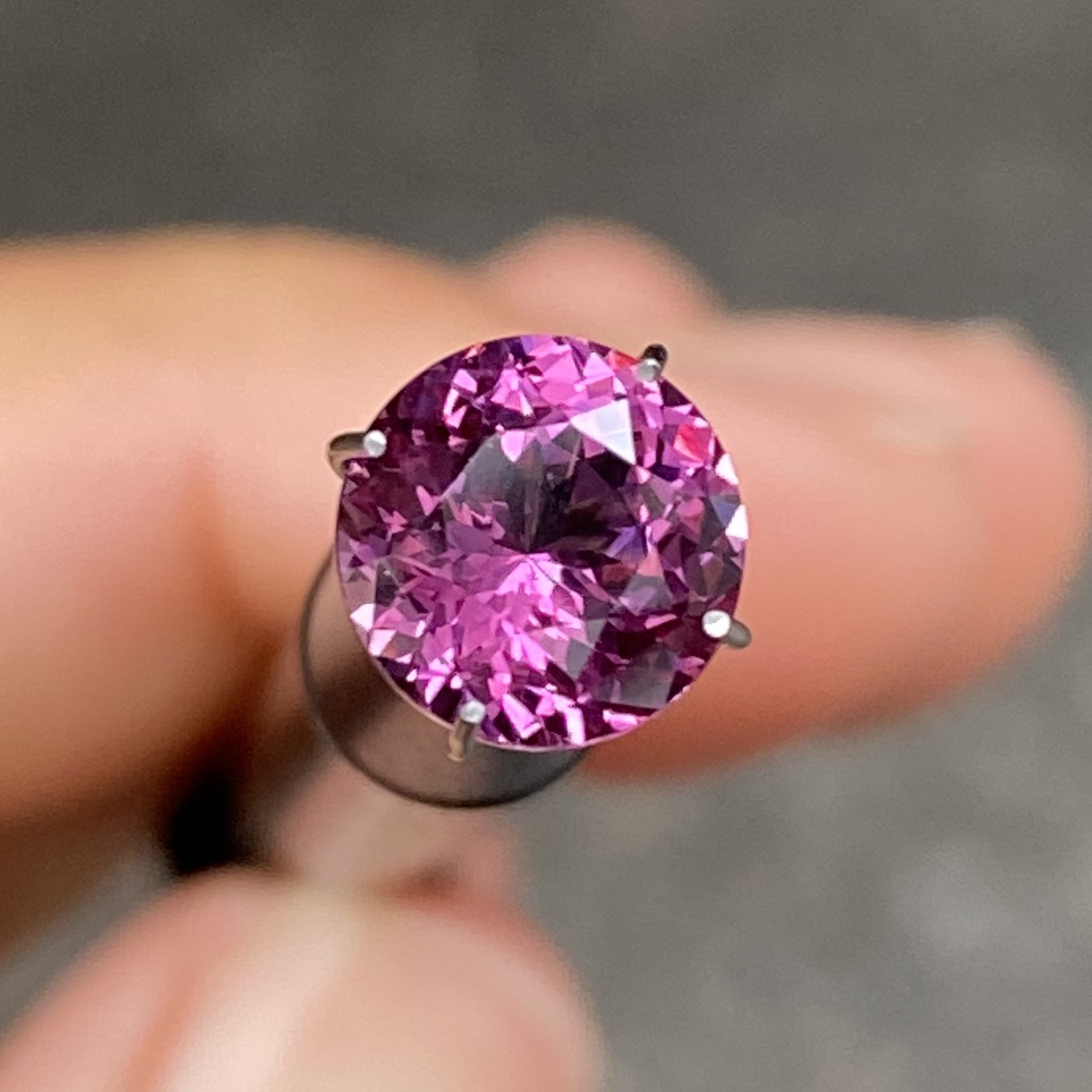
Rodolite tagliata a brillante

Il più importante criterio di valutazione è senza dubbio la trasparenza della gemma. Essendo una pietra di tipo II, la rodolite presenta per natura piccole inclusioni talora visibili anche ad occhio nudo (a distanza di 15 centimetri). Tuttavia minuscole impurità non diminuiscono in sostanza il suo pregio, per quanto, ovviamente, siano più ricercati gli esemplari di maggiore purezza. Altro criterio che determina il valore riguarda l'intensità e la saturazione del colore, nonché la particolare bellezza delle sfumature.

## Giacimenti
Nel 1901 l'originaria miniera statunitense era già esaurita. Oggi la rodolite viene estratta principalmente in India, Sri Lanka e Tanzania. È tuttavia reperibile anche in Brasile, Kenya, Madagascar e Malawi.

## Lavorazione
La rodolite può essere tagliata a cabochon oppure sfaccettata in varie forme (ovale, a cuscino, a brillante, a marquise, ecc.) e poi incastonata, a seconda del pregio dell'esemplare, nell'argento o nell'oro. La pietra, come altre varietà di granato, può essere riprodotta artificialmente, ma quella naturale non viene mai trattata (intensificazione o modifica del colore tramite riscaldamento, irradiazione, ecc.) se non con la semplice e comune lucidatura della superficie.

## Curiosità
- Nell'aprile del 1996, ad un'asta di Sotheby's, una rodolite tagliata a cabochon, di eccezionale bellezza, incastonata su una spilla del XIX secolo a forma di fiore, fu venduta per la ragguardevole cifra di 145.000 dollari.
- Come le altre varietà di granato, la rodolite è considerata la pietra del mese di gennaio (segno zodiacale dell'Acquario).
- Come il granato, alla cui famiglia appartiene, anche la rodolite conserva svariati simboli, fra cui prevalgono quelli dell'amore fedele, dell'amicizia duratura e della lealtà verso il prossimo.